# 경상북도의 국가등록문화유산
대한민국의 국가등록문화재 가운데 경상북도에 있는 국가등록문화재는 다음의 목록과 같다.
| 번호  | 사진 | 명칭                                                       | 소재지                                                                        | 관리자 (단체)                        | 지정일                                                                  | 참조 |
| 49호  |      | 안동역 급수탑 (安東驛 給水塔)                              | 경북 안동시 운흥동 207-2 외                                                   |                                      | 2003년 1월 28일 지정                                                    |      |
| 50호  |      | 영천역 급수탑 (永川驛 給水塔)                              | 경북 영천시 완산동 891                                                        | 한국철도시설공단                     | 2003년 1월 28일 지정                                                    |      |
| 217호 |      | 포항 구 삼화제철소 고로 (浦項 舊 三和製鐵所 高爐)          | 경북 포항시 남구 동해안로6213번길 15-15 (동촌동)                              |                                      | 2005년 11월 11일 지정                                                   |      |
| 218호 |      | 봉화 유곡리 근대 한옥 (奉化 酉谷里 近代 韓屋)              | 경북 봉화군 봉화읍 토일길 156-12 (유곡리)                                     | .                                    | 2005년 11월 11일 지정                                                   |      |
| 235호 |      | 울릉 도동리 일본식 가옥 (鬱陵 道洞里 日本式 家屋)          | 경북 울릉군 울릉읍 도동1길 27, 외 1필지 (도동리)                              | 문화유산국민신탁                     | 2006년 3월 2일 지정                                                     |      |
| 253호 |      | 영천 과전동 일본식 가옥 (永川 果田洞 日本式 家屋)          | 경북 영천시 교창길 25, 외 1필지 (과전동)                                      | .                                    | 2006년 6월 19일 지정                                                    |      |
| 254호 |      | 영천 구 화룡교 (永川 舊 化龍橋)                            | 경북 영천시 서부동 750-1 외                                                   |                                      | 2006년 6월 19일 지정                                                    |      |
| 255호 |      | 영양 구 용화광산 선광장 (英陽 舊 龍化鑛山 選鑛場)          | 경북 영양군 일원면 용화2리 337번지 일원                                       |                                      | 2006년 6월 19일 지정                                                    |      |
| 256호 |      | 청도 구 풍각면사무소 (淸道 舊 豊角面事務所)                | 경북 청도군 풍각면 송서리 600-1                                               | .                                    | 2006년 6월 19일 지정                                                    |      |
| 257호 |      | 봉화 척곡교회 (奉化 尺谷敎會)                              | 경북 봉화군 법전면 건문골길 186-42, 외 1필지 (척곡리)                         |                                      | 2006년 6월 19일 지정                                                    |      |
| 261호 |      | 성주 한개마을 옛 담장 (星州 한개마을 옛 담牆)              | 경북 성주군 월항면 대산리 104 등                                              | .                                    | 2006년 6월 19일 지정, 2010년 8월 25일 해제, 중요민속자료 제255호로 지정 |      |
| 278호 |      | 상주 구 내서면사무소 (尙州 舊 內西面事務所)                | 경북 상주시 내서면 신촌2길 10-5 (신촌리)                                      | 상주시                               | 2006년 9월 19일 지정                                                    |      |
| 284호 |      | 상주농협 구 창고 (尙州農協 舊 倉庫)                        | 경북 상주시 왕산로 64, , 168-2 (남성동)                                       | .                                    | 2006년 12월 4일 지정                                                    |      |
| 285호 |      | 칠곡 구 왜관터널 (漆谷 舊 倭館터널)                        | 경북 칠곡군 왜관읍 석전리 882-61,65                                           | 기획재정부                           | 2006년 12월 4일 지정                                                    |      |
| 286호 |      | 울진 행곡교회 (蔚珍 杏谷敎會)                              | 경북 울진군 근남면 행곡리 102-1                                               |                                      | 2006년 12월 4일 지정                                                    |      |
| 287호 |      | 울진 용장교회 (蔚珍 龍場敎會)                              | 경북 울진군 죽변면 용장길 151-7 (화성리)                                      |                                      | 2006년 12월 4일 지정                                                    |      |
| 288호 |      | 영덕 송천예배당 (盈德 松川禮拜堂)                          | 경북 영덕군 병곡면 송천리 405-1                                               |                                      | 2006년 12월 4일 지정                                                    |      |
| 289호 |      | 구 문경금융조합 사택 (舊 聞慶金融組合 舍宅)                | 경북 문경시 산양면 불암2길 14-6 (불암리)                                      | .                                    | 2006년 12월 4일 지정                                                    |      |
| 290호 |      | 경주 구 서경사 (慶州 舊 西慶寺)                            | 경북 경주시 서부동 93                                                         |                                      | 2006년 12월 4일 지정                                                    |      |
| 292호 |      | 경주 우안양수장 (慶州 右岸揚水場)                          | 경북 경주시 강동면 국당리 2                                                   | 한국농어촌공사 포항지사              | 2006년 12월 4일 지정                                                    |      |
| 293호 |      | 청도 이호우와 이영도 생가 (淸道 李鎬雨와 李永道 生家)      | 경북 청도군 청도읍 유천길 46, , 259-28, 259-33, 259-24 (내호리)               | .                                    | 2006년 12월 4일 지정                                                    |      |
| 304호 |      | 문경 구 가은역 (聞慶 舊 加恩驛)                            | 경북 문경시 가은읍 대야로 2441, 외 (왕능리)                                   | .                                    | 2006년 12월 4일 지정                                                    |      |
| 326호 |      | 문경 구 불정역사 (聞慶 舊 佛井驛舍)                        | 경북 문경시 불정강변길 187 (불정동)                                           | 한국철도시설공단                     | 2007년 4월 30일 지정                                                    |      |
| 373호 |      | 포항 오덕리 근대 한옥 (浦項 吾德里 近代 韓屋)              | 경북 포항시 북구 기북면 덕동문화길 48-7 (오덕리)                              | .                                    | 2008년 2월 28일 지정                                                    |      |
| 405호 |      | 김천 부항지서 망루 (金泉 釜項支署 望樓)                    | 경북 김천시 부항면 사등3길 12 (사등리)                                        |                                      | 2008년 10월 1일 지정                                                    |      |
| 406호 |      | 칠곡 왜관철교 (漆谷 倭館鐵橋)                              | 경북 칠곡군 왜관읍 석적로 39, 외 교량 1기, 연장 469m, 면적 2,869.8m2 (석전리) | 한국철도시설공단                     | 2008년 10월 1일 지정                                                    |      |
| 496호 |      | 최송설당 상                                                | 경북 김천시 송설로 90                                                         | 학교법인 송설당교육재단              | 2012년 6월 19일 지정                                                    |      |
| 497호 |      | 청송 소류정 (靑松 小流亭)                                  | 경북 청송군                                                                   | 장옥순                               | 2012년 8월 9일 지정                                                     |      |
| 540호 |      | 영암선 개통 기념비                                         | 경북 봉화군                                                                   | .                                    | 2013년 2월 21일 지정                                                    |      |
| 541호 |      | 박문서관 목판 일괄 (博文書舘 木板 一括)                    | 경북 안동시 도산면 퇴계로 1997                                                | 한국국학진흥원                       | 2013년 4월 17일 지정                                                    |      |
| 571호 |      | 예천 윤우식 생가 (醴泉 尹雨植 生家)                        | 경북 예천군                                                                   | .                                    | 2013년 10월 29일 지정                                                   |      |
| 574호 |      | 기와 생산도구                                              | 경북 고령군 개진면 구곡리                                                     | 고령기와                             | 2013년 12월 20일 지정                                                   |      |
| 618호 |      | 청도 신둔사 영산보탑 및 탑비                               | 경북 청도군 화양읍 화양남산길 355                                             | 신둔사                               | 2014년 10월 29일 지정                                                   |      |
| 635호 |      | 김룡사 사료수집 (金龍寺 史料蒐集)                          | 경북 김천시 대항면 직지사길 95                                                | 김룡사 (직지사)                      | 2014년 10월 29일 지정                                                   |      |
| 636호 |      | 대본산 김룡사 본말사 연혁 원고 (大本山 金龍寺 本末寺 沿革) | 경북 김천시 대항면 직지사길 95                                                | 김룡사 (직지사)                      | 2014년 10월 29일 지정                                                   |      |
| 654호 |      | 안동교회 예배당                                            | 경북 안동시                                                                   | (재)대한예수교장로회경안노회유지재단 | 2015년 12월 16일 지정                                                   |      |
| 684호 |      | 고령 관음사 칠성도                                         | 경북 고령군 대가야읍 주산순환길 147, 관음사                                   | 관음사                               | 2017년 5월 29일 지정                                                    |      |
| 706호 |      | 문경 가은양조장                                            | 경북 문경시 가은읍 양산개3길 13                                               | 문경시                               | 2017년 12월 5일 지정                                                    | ,    |